# Гальонки (аеродром)
Гальонки (рос. Галёнки) — військовий аеродром ВПС Росії поблизу села Гальонки в Приморському краї Росії.

## Історія
З 5 січня 1942 року по жовтень 1945 року на аеродромі базувався 582-й винищувальний авіаційний полк (ВАП), який брав участь у радянсько-японській війні на літаках Ла-5.
З вересня 1950 року 18-й гвардійський винищувальний авіаційний полк дислокувався в Гальонках, озброєний спочатку реактивними літаками МіГ-15, а в 1950-х роках був модернізований до МіГ-17, а в 1960-х до МіГ-21. У 1982 році винищувальний авіаційний полк був перетворений в авіаційний полк винищувачів-бомбардувальників.
У травні 1989 року полк переоснастили на МіГ-27К і МіГ-27Д, потім у березні 1993 року полк отримав літаки Су-25 і був перетворений у підрозділ штурмової авіації.
1 грудня 2009 року полк і частини аеродромного забезпечення перетворено в 6983-ю гвардійську авіаційну базу 1 категорії (в/ч 62231). В кінці 2010 року штаб 6983-ї був переведений в гарнізон Хурба-2. З'єднання штурмової авіації було передислоковано до Чернігівки Приморського краю, де об'єдналося із залишками місцевого 187-го штурмового авіаполку.